# ثعلب أحمر عربي
الثعلب الأحمر العربي، ويسمى أيضاً حصني أو حصيني أو أبوحصين، هو نويع من أنواع الثعالب الحمراء، يعتبر الوطن العربي موطنه الرئيسي بالتحديد شمال شبه الجزيرة العربية و سوريا والأردن  واليمن

## البيئة
يمتاز ثعلب العربي بكونه يسكن جبال جافه وشبه جافه والسهول الحصوية والقيعان وغابات مثل غابة رغدان بالسعودية وغابات برقش الأردنية، وكلما زاد غطاء النباتي يميل لونه لأحمر غامق.

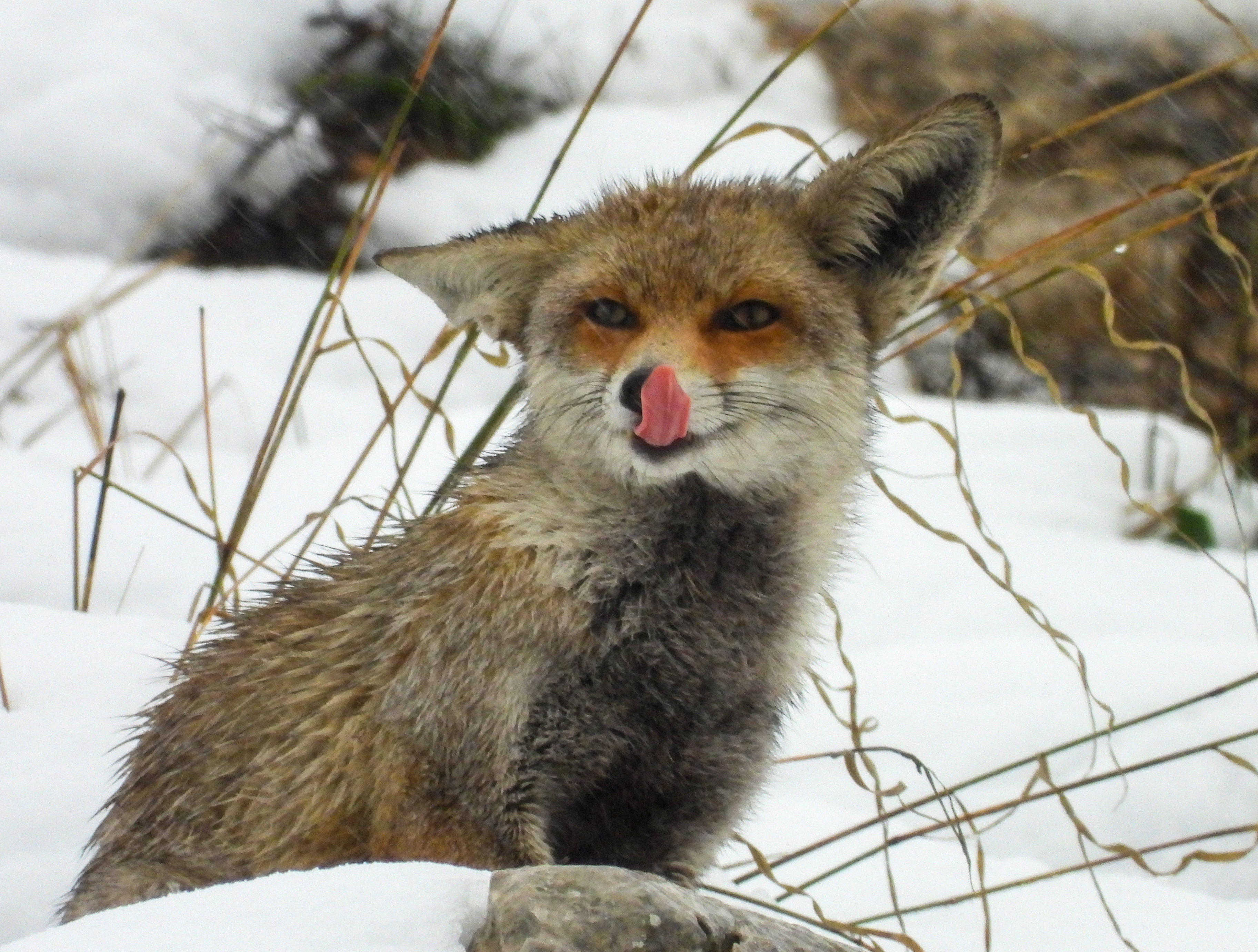
الثعلب الاحمر العربي

## الوصف
الثعلب الأحمر العربي يمتاز بصغر من الحجم المتوسط للكلب. يتراوح طول جسمه بين (60 – 90 سم)، أما الذيل فطوله بين (35 – 50 سم)، ويصل وزنه إلى حوالي (9 كجم). تتباين ألوان الثعلب الأحمر، فلون الجسم من الأعلى يكون بين الأحمر والأصفر الشاحب أو الأحمر الداكن والبني، ويغطي الناحية البطنية الأبيض والرمادي. وعادة يغطي اللون الأسود الجزء السفلي من القوائم ونهاية الذيل. يتميز الثعلب بأذنين كبيرتين وفك مستطيل ورفيع، وذيل طويل. لأنثى الثعلب ست حلمات للإرضاع. ويمكن مشاهدة عدسة عين الثعلب بشكلها البيضاوي عند تعرضها في الظلام لضوء شديد. لم تولد الثعالب حذرة بطبيعتها،

## سلوك وتكاثر
ويعد ثعلب الأحمر العربي شبيه بباقي اقرانه من ثعالب الحمراء. حيث دائماً مايكون منعزل عن لوحده الا في فترة التزواج. حيث يقوم بنشر رائحته وغلبا مايتصارع الذكور على الأناث.
يبدأ موسم التكاثر مع نهاية فصل الشتاء، وتتراوح فترة حمل الأنثى بين (49 – 56 يوماً)، وتلد في وكر هو عبارة عن حفرة عميقة نسبياً ما بين أربعة وعشرة صغار يسمى واحدها "هجرساً". يولد الثعلب الصغير مطبق العينين وتبقى عيناه مغمضتين لمدة تصل إلى أسبوعين، ولا يبارح حفرته إلا بعد مضي خمسة أسابيع. وعادة يعتمد على نفسه عند بلوغه الشهر الخامس حين يبدأ بالبحث عن الطعام ويستطيع التزاوج مع قدوم الشتاء. يرتبط الثعلب بأنثى واحدة فقط يبقى برفقتها طيلة فترة تنشئة الصغار. وقد يعمر حوالي اثنتي عشرة سنة.

## المعيشة وتغذية
يتغذى على اللحوم والنباتات على اختلاف أنواعها كالحيوانات الصغيرة مثل يربوعيات والطيور، والزواحف، إلى جانب الأعشاب والفاكهة والبيض والحشرات.